# Armatocereus
Armatocereus  (din latină: armatus, armado și cereus suave) este un gen de cactus natural din America de sud (Columbia, Ecuador și Peru. Aceste specii au florile albe. Majoritatea fructelor sunt spinoase. Sunt cultivate ca plante ornamentale.

## Alte Specii
- Armatocereus ghiesbreghtii
- Armatocereus matucanensis
- Armatocereus oligogonus
- Armatocereus riomajensis
- etc.